# Bloemfontein
Bloemfontein (nederländska för "Blomfontän", "Blomkälla", på sesotho Mangaung, "Plats med geparder") är en stad i Sydafrika och säte för Sydafrikas högsta domstol. Folkmängden uppgick till cirka 465 000 invånare vid folkräkningen 2011.

## Näringsliv
Bloemfontein är en viktig järnvägs-, flyg- och vägknutpunkt. I staden finns järnvägsverkstäder, maskin-, möbel- och glasindustri. Den har också produktion av textilier, skor och plastprodukter.

## Kultur
I Bloemfontein finns ett universitet. Staden är säte för en katolsk ärkebiskop och en anglikansk biskop. Här finns även ett gammalt observatorium, nu ombyggt till teater. Det finns flera parker, viltreservat och en djurpark.
J.R.R. Tolkien föddes i staden 1892.

## Historia
Bloemfontein grundades av britterna år 1846, formellt 1850, och var huvudstad i Oranjefristaten från 1854. År 1890 byggdes en järnväg som förbinder Bloemfontein med Kapstaden. Staden ockuperades av britterna den 13 mars 1900 under andra Boerkriget. År 1910 blev staden del av Sydafrikanska unionen.

## Områden
Bloemfonteins sammanhängande bebyggelse är egentligen indelad i de två orterna Bloemfontein (256 185 invånare 2011, 236,17 km²) och Mangaung (209 262 invånare 2011, 35,83 km²). Bloemfontein omfattar den norra delen, Mangaung den mer tätbefolkade södra delen. Dessa orter är i sin tur indelade i 74 delområden (sub places), varav de största är Grasslands (Bloemfontein), Rodenbeck (Bloemfontein) och Rocklands (Mangaung).

## Idrott
Bloemfontein har flera lagidrottsklubbar:
- Bloemfontein Celtic (fotboll)
- Central Cheetahs (rugby)
- Free State Cheetahs (rugby)
- Diamond Eagles (cricket)

Free State Stadium i Bloemfontein byggdes 1952 och användes vid världsmästerskapet i rugby 1995 och världsmästerskapet i fotboll 2010.